# Inspectoratul Teritorial de Muncă
ITM este prescurtarea pentru Inspectoratul Teritorial de Muncă, organ de specialitate existent în fiecare județ din România, aflat în subordinea Inspecției Muncii.

## Atribuții
Inspectoratul Teritorial de Muncă are următoarele atribuții :
- controlul relațiilor de muncă - veghează aplicarea reglementărilor generale și specifice în domeniul relațiilor de muncă;
- înregistrarea muncii -  înregistrează registrul general de evidență a salariaților și contractele individuale de muncă;
- evidența relațiilor de muncă - păstrează și completează carnetele de muncă ale salariații societăților comerciale cu capital integral privat, persoanelor fizice etc. și, de asemenea, se primesc documentele privind executarea, suspendarea, modificarea și încetarea acestor contracte;
- consultanța în domeniul relațiilor de muncă - acordă asistență de specialitate și consultanță în domeniul relațiilor de muncă, atât angajaților cât și angajatorilor.

## Tipuri de acțiuni de control
Atât salariații, angajatorii, cât și alte entități, precum instanțele de judecată, executorii judecătorești sau organele de cercetare și urmărire penală pot solicita ITM să efectueze un control. În general controalele pe care Inspectoratul Teritorial de Muncă le efectuează sunt următoarele:
- Controlul de fond - are ca obiectiv verificarea modului în care angajatorii aplică prevederile legislației muncii și a clauzelor contractelor colective de muncă, este planificat anual, are durata cea mai mare dintre toate tipurile de controale și vizează angajatori cu un număr mai mare de salariați
- Controlul tematic - acoperă un număr limitat de domenii din cele reglementate de legislația muncii și se desfășoară într-o perioadă scurtă de timp, oferind o imagine parțială a modului de organizare și desfășurare a activității angajatorului, concludentă însă asupra problemei care constituie tema controlului
- Controlul în campanie - constă în verificarea inopinată a unui aspect sau a unui număr limitat de aspecte reglementate de legislația muncii și se desfășoară pe domenii de activitate, fie la nivel național, fie pe zone geografice.

În cazul în care controlul are un rezultat negativ, Inspectoratul Teritorial de Muncă poate lua sancțiuni sau impune măsuri coercitive.

## Drepturi și obligații ale persoanei controlate
Conform Legii 108 /1999 pentru înființarea și organizarea Inspecției Muncii (Art.6,19) și Legii 252 /2003 privind registrul unic de control (Art.3,4)  persoana controlată are următoarele drepturi:
- să solicite inspectorului prezentarea legitimației și a tematicii de control;
- să solicite inspectorului de muncă, efectuarea mențiunilor în registrul unic de control; dacă tematica de control include depistarea muncii fără forme legale, registrul unic de control va fi completat după efectuarea verificărilor;
- să impună echipei de control respectarea normelor interne de comportare în unitate dacă acestea nu restrâng drepturile inspectorului și respectă prevederile legale;
- să solicite amânarea controlului, în situații excepționale justificate, dacă verificările nu urmăresc surprinderea inopinată a unor situații de fapt, legate de activitatea angajatorului;
- să solicite conducerii inspectoratului desemnarea unui alt inspector, atunci când consideră că există o situație de conflict de interese;
- să fie reprezentat pe parcursul verificărilor de o persoană împuternicită, cu excepția momentului semnării documentelor de control;
- să solicite explicații suplimentare cu privire la aspectele consemnate de inspector în documentele de control;
- să solicite corectarea unor erori existente în conținutul documentelor de control;
- să conteste prin procedura de contencios administrativ, deciziile inspectorului de muncă conținute de procesul-verbal de control;
- să conteste în instanță procesul-verbal de constatare a contravențiilor și să facă mențiuni în cuprinsul acestuia[2]

Si de asemenmea are urmatoarele obligatii:
- să permită accesul liber și permanent al inspectorului în incinta unității și la locurile de muncă organizate; în acest sens angajatorul are obligația de a-și instrui salariații pentru a nu împiedica controlul inspectorului de muncă;
- să prezinte registrul unic de control;
- să-l prevină pe inspector asupra riscurilor de accidentare care pot surveni în timpul vizitei de inspecție;
- să prezinte actele și documentele solicitate în termenul indicat de inspector și să dea toate informațiile necesare efectuării controlului;
- să ofere inspectorului cel puțin condițiile minime de spațiu și mobilier de birou, pentru redactarea documentelor de control, iar în lipsa acestora să se prezinte la sediul inspectoratului;
- la solicitarea inspectorului, să asigure intervievarea salariaților fără prezența sa;
- să aducă la îndeplinire măsurile obligatorii dispuse la termenele stabilite de inspector;
- să nu ofere inspectorului cadouri sau alte avantaje materiale.

## Vezi și
- Ministerul muncii, familiei, protecției sociale și persoanelor vârstnice (România)